# Марчана
Марчана (итал. Marzana) је градић и општина у Истарској жупанији, у Хрватској.

## Географија
Марчана се налази у јужној Истри, око 15 km североисточно од Пуле, на надморској висини од 170 m. Општина захвата површину од 134 km². Место Марчана се налази на ауто-путу Пула-Ријека (M2, E751).

## Становништво
На попису становништва 2011. године, општина Марчана је имала 4.253 становника, од чега у самој Марчани 1.070.

## Попис1991.
На попису становништва 1991. године, насељено место Марчана је имало 1.006 становника, следећег националног састава:
| Попис 1991.‍   | Попис 1991.‍  | Попис 1991.‍ | Попис 1991.‍ | Попис 1991.‍ |
| ------------- | ------------ | ----------- | ----------- | ----------- |
|               |              |             |             |             |
| Хрвати        | Хрвати       |             | 743         | 73,85%      |
| Срби          | Срби         |             | 13          | 1,29%       |
| Италијани     | Италијани    |             | 8           | 0,79%       |
| Југословени   | Југословени  |             | 8           | 0,79%       |
| Муслимани     | Муслимани    |             | 2           | 0,19%       |
| Мађари        | Мађари       |             | 1           | 0,09%       |
| Црногорци     | Црногорци    |             | 1           | 0,09%       |
| остали        | остали       |             | 4           | 0,39%       |
| неопредељени  | неопредељени |             | 5           | 0,49%       |
| регион. опр.  | регион. опр. |             | 215         | 21,37%      |
| непознато     | непознато    |             | 6           | 0,59%       |
| укупно: 1.006 |              |             |             |             |